# Eremioscelio lamia
Eremioscelio lamia är en stekelart som beskrevs av Mikhail Vasilievich Kozlov 1972. Eremioscelio lamia ingår i släktet Eremioscelio och familjen Scelionidae. Inga underarter finns listade i Catalogue of Life.